# Киреев, Иван Нестерович
Ива́н Не́стерович Кире́ев (10 января 1910, Жердевка — 24 сентября 1943, Рудня) — командир 61-го гвардейского стрелкового полка 19-й гвардейской Руднянской стрелковой дивизии 5-го гвардейского стрелкового корпуса 39-й армии Калининского фронта, гвардии подполковник. Герой Советского Союза (4 июня 1944, посмертно). Погиб в бою.

## Биография

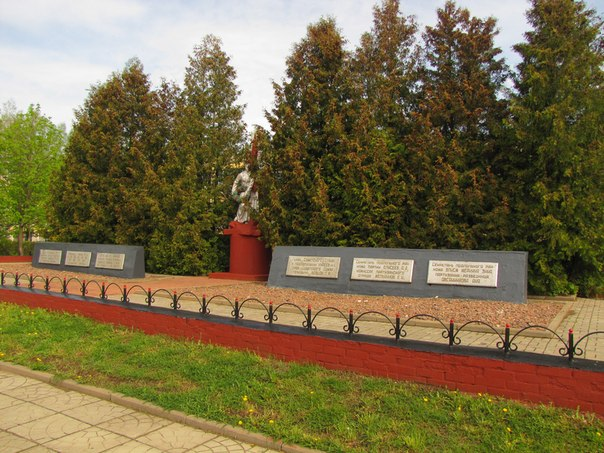
Братская могила в Рудне.

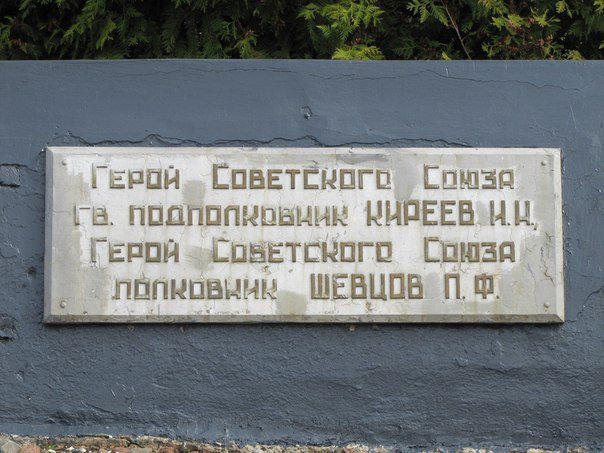
Табличка на братской могиле.

Иван Киреев родился 10 января 1910 года в селе Жердевка (ныне — город в Тамбовской области). Получил неполное среднее образование. Проживал и работал в Петродворце. В 1930 году Киреев был призван на службу в Рабоче-крестьянскую Красную Армию. Окончил курсы пехотных командиров, затем курсы усовершенствования командного состава. 
С первых дней Великой Отечественной войны — на её фронтах. Принимал участие в боях на Западном и Калининском фронтах. Участвовал в боях в Белорусской ССР в 1941 году, Смоленском сражении, Вяземской операции, битве за Москву, в августе 1941 — апреле 1942 года четыре раза был ранен. В дальнейшем участвовал в освобождении Псковской области.
С января 1943 года гвардии подполковник Иван Киреев командовал 61-м гвардейским стрелковым полком 19-й гвардейской стрелковой дивизии 5-го гвардейского стрелкового корпуса 39-й армии Калининского фронта. Отличился во время Смоленской наступательной операции. 14 сентября 1943 года полк Киреева прорвал немецкую оборону под Духовщиной и переправился через реку Царевич, захватив плацдарм на её западном берегу, благодаря чему дивизия беспрепятственно продолжила наступление. 24 сентября на подступах к Рудне в критический момент боя за важные высоты Киреев лично пулемётным огнём подавил несколько вражеских огневых точек, а затем поднял своих бойцов в атаку. В том бою он погиб.
Первоначально был похоронен в деревне Заготино Руднянского района. После войны перезахоронен в братской могиле в Рудне.
Указом Президиума Верховного Совета СССР от 4 июня 1944 года за «мужество и героизм, проявленные в борьбе с немецкими захватчиками» гвардии подполковник Иван Киреев посмертно был удостоен высокого звания Героя Советского Союза. Был также награждён орденом Ленина (4.06.1944, посмертно) и двумя орденами Красного Знамени (30.03.1942, 30.09.1943).
В честь И. Н. Киреева названа улица в Рудне. Там же на здании Дома культуры установлена мемориальная доска в его честь..